# Santuário de Nossa Senhora de São Luca

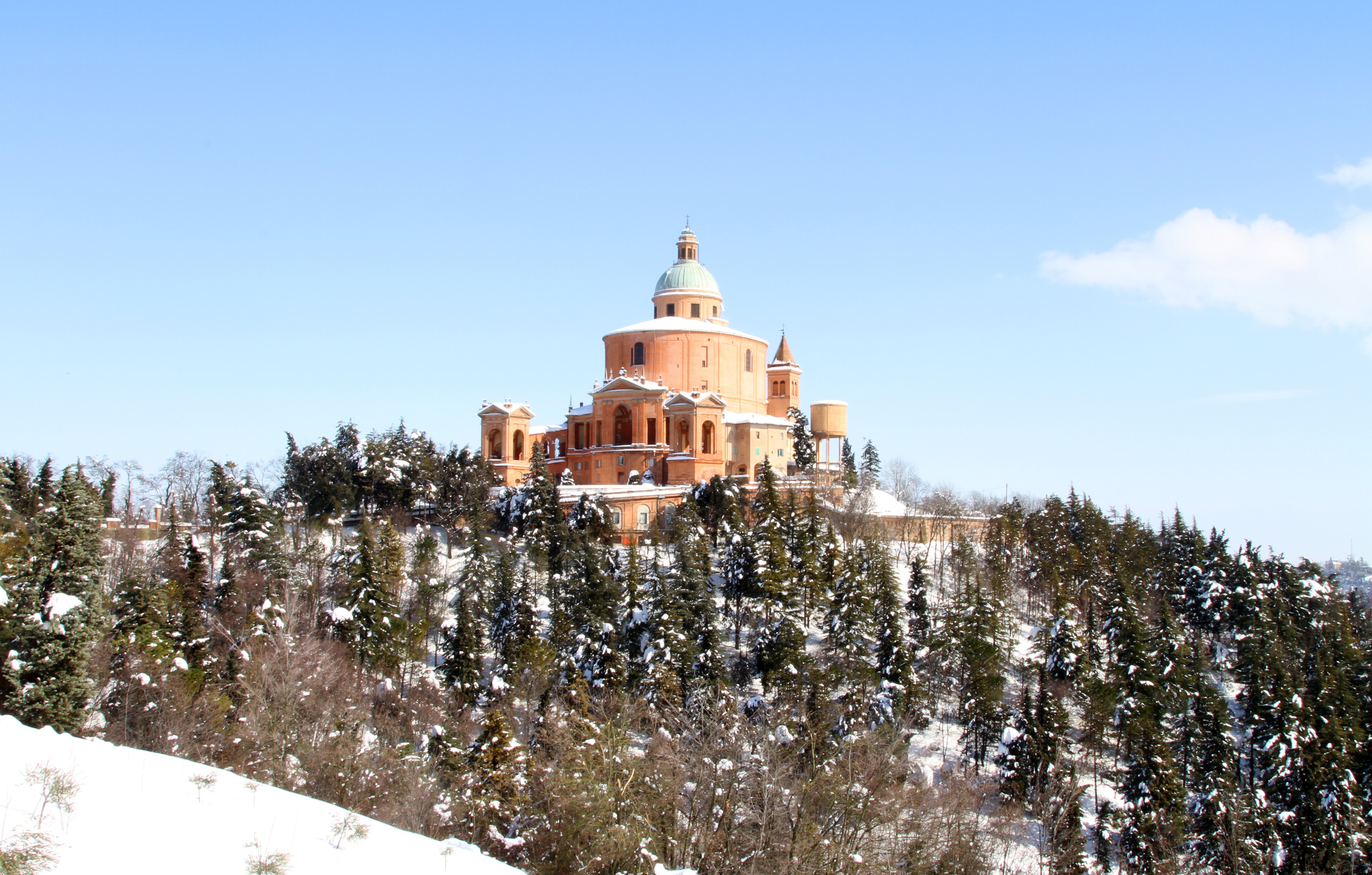
Nossa Senhora de San Luca sobre a cume do Colle della Guardia.

O santuário de Nossa Senhora de São Luca (em italiano Santuario della Madonna di San Luca ) é um santuário dedicado ao culto católico mariana localizado sobre o Colle della Guardia, um promontório coberto parcialmente por bosques ao redor de 300 msnm ao sudoeste do centro histórico da cidade de Bolonha, Itália.
É um importante santuário na história bolonhesa, desde as suas origens a meta de uma peregrinação para venerar o ícono da Virgem com o menino chamado de San Luca.
Chega-se ao santuário por Porta Saragozza através de uma longa e característica columnata, que cruza a via Saragozza com a monumental e reconhecível Arco do Meloncello (1732), para depois subir a pendente até ao santuário.

## História
A história do santuário está unida ao ícone sagrado custodiado em seu interno, que deu origem à fundação do santuário mesmo e determinou a sua fortuna por séculos, convertendo num lugar de peregrinação.

### A lenda de Teocle

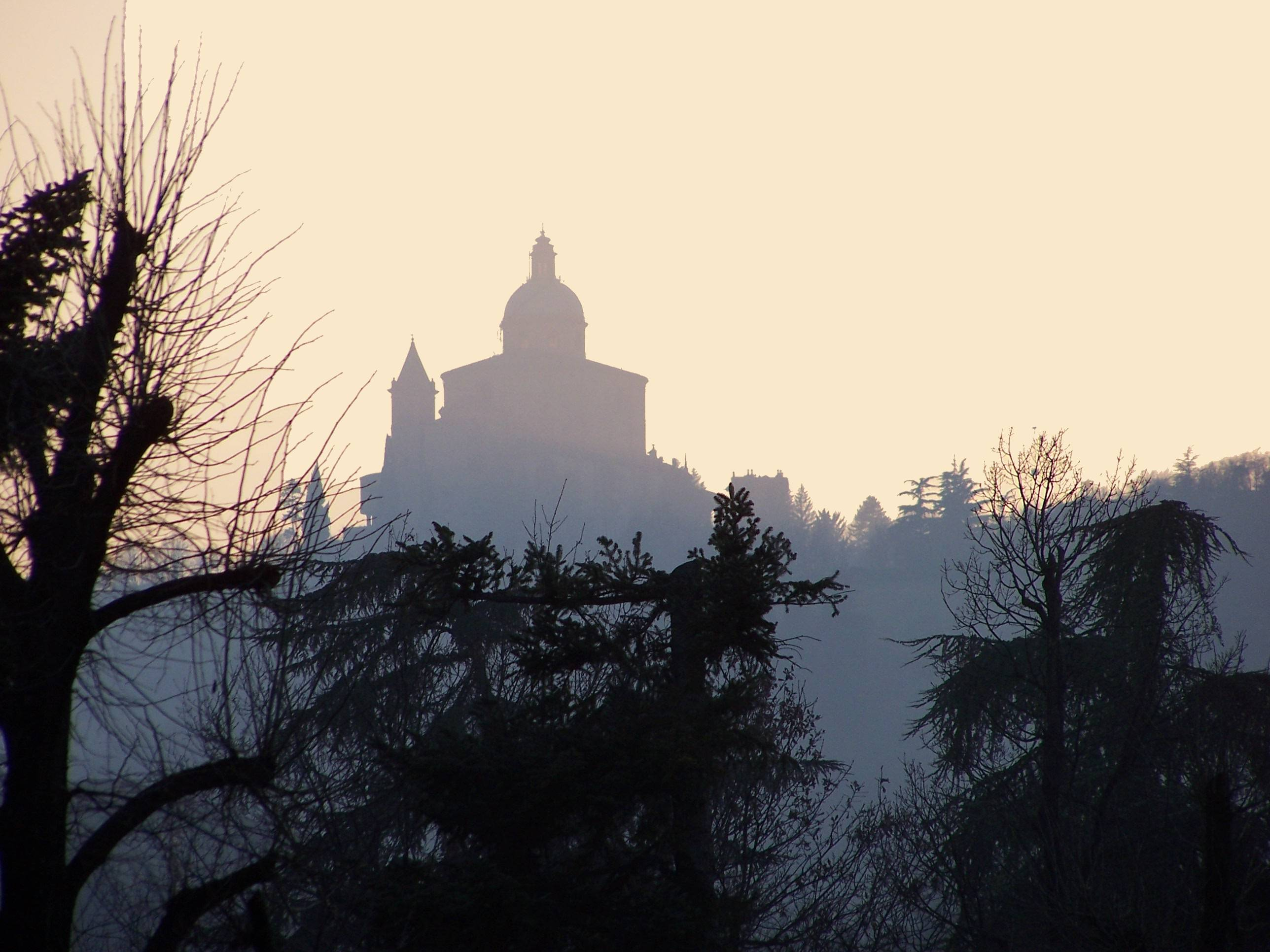
Vista de San Luca

A lenda que conta a chegada do ícone que representa a Virgem com o Menino aparece tardiamente na crónica de Graziolo Accarisi, jurisconsulto bolonhês do século XV. Este narra a história de um peregrino-ermita grego que, em peregrinação a Constantinopla, teria recebido dos sacerdotes da basílica de Santa Sofia a pintura atribuída ao evangelista Lucas, para que a levasse ao "Monte da Guardia", como era indicado na inscrição da mesma. É de modo que o eremita encaminhou-se a Itália procurando o Monte da Guardia. Foi em Roma que soube, através do senador bolonhês Pascipovero, que tal monte se encontrava nas redondezas de Bolonha.
Quando chegou à cidade emiliana foi acolhido pelas autoridades cidadãs e o quadro da Virgem e do Menino foi levado em procissão à cume do monte.
Com o tempo a lenda enriqueceu-se com detalhes fantásticos e as suposições dos cronistas. O primeiro foi em 1539 Leandro Alberti, que mandou a publicar a Cronichetta della gloriosa Madonna di S. Luca do Monte della Guardia di Bologna, onde supunha como data de chegada do ícono no ano 1160. O frade Tommaso Ferrari, em 1604, agregou que o ícono foi recebido e levado ao monte pelo bispo bolonhês Gerardo Grassi.
Finalmente, há um documento falso, produzido provavelmente por Carlo Antonio Baroni (1647-1704) com data d 8 de maio de 1160, que narra a entrega do ícono de parte do bispo Grassi a duas irmãs, Azzolina e Beatrice, filhas de Rambertino Guezi, fundadoras em 1143 de uma ermita sobre a colina da Guardia, consistente numa cabana e uma pequena capela dedicada a são Lucas. Este último documento espúrio dá também nome ao peregrino: Teocle Kmnya (ou Kamnia).

### Angelica Bonfantini e Santa Maria della Guardia
Os documentos considerados autênticos falam-nos em mudança de uma figura feminina, Angelica Bonfantini, filha de Caicle di Bonfantino e de Bologna di Gherardo Guezi que, como aparece num documento com data de 30 de julho de 1192, decidiu viver como eremita sobre o Monte della Guardia, com o propósito de construir ali um oratório e uma igreja. Professou deste modo os votos do ramo feminino dos canônicos de Santa Maria di Reno, quem doaram uns terrenos da sua propriedade sobre a colina da Guardia, pedindo a mudança ajuda para a construção da igreja e alimentar à canóniga. No entanto, reservavam-se o usufructo e os rendimentos dos bens cedidos e daqueles que ter-se-ia obtido dos fiéis.
Ao ano seguinte, Angelica chamou a atenção do papa Celestino III, quem com um documento datado de 24 de agosto de 1193 ordenou ao bispo de Bolonha, Gerardo de Gisla, pôr a primeira pedra da "nova igreja que construir-se-á sobre o monte da Guardia", levada directamente desde Roma e abençoada pelo mesmo pontífice. Esta pedra foi posta em seu lugar a 25 de maio de 1194.

#### A disputa com os canônicos
O santuário cedo converteu-se num lugar de peregrinação e, devido à sua crescente importância surgiu, uma disputa entre Angelica e o clero de Santa Maria di Reno com respeito à interpretação jurídica do acto de doação de 1192. Os canônicos sustentavam que Angelica, assim que canóniga, deveria se ter subordinado à sua congregação, renunciando aos seus direitos relativos à comunidade eremítica, aparte das oferendas e doações feitas à comunidade e a igreja de Santa Maria della Guardia. Angelica reagiu reinvindicando os direitos, incluindo aqueles económicos, que se tinha reservado com o acto de doação.
A controvérsia cresceu o ponto de obrigar a Angelica a pedir a intervenção do Papa, ao qual se dirigiu em pessoa sete vezes antes que a disputa fosse definitivamente resolvida. Angelica reagiu reinvindicando os direitos, incluindo os económicos, que se tinha reservado com o acto de doação.
Uma primeira sentença a favor de Angelica foi ditada a 25 de fevereiro de 1195, de parte de Celestino III, a qual no entanto os canônicos se opuseram. Angelica foi a Roma e obteve outra bula, que obrigava ao bispo de Bologna e ao Abad do Convento di Santi Naborre e Felice a impor obediência os canônicos de Santa Maria di Reno. No entanto, o clero, graças aos apoios que possuía na curia romana, recusou novamente a bula, argumentando certos tecnicismos jurídicos.
A disputa chegou a um ponto decisivo quando o papa, com uma bula datada de 20 de novembro de 1197 tomava baixo a sua protecção "a igreja e as pessoas da mesma, com todos os bens que possui", a mudança de um tributo anual de um libra de incenso.
Este acto, ainda que voltava à ermita da Guarda dependente de facto só do pontífice, não resolvia o facto que, de iure, esta ainda era um ramo feminino dos canônicos de Santa Maria di Reno.
A 8 de janeiro de 1198 Celestino III faleceu e em seu lugar foi elegido o papa Inocêncio III, o qual confirmou a protecção papal e resolveu o litígio jurídico, estabelecendo que o acordo de Angelica com os canônicos não devia se considerar come profissão religiosa sinão como uma simples promessa. Os clérigos apelaram novamente até que, depois de numerosas desastradas, procuraram um acordo.
A controvérsia terminou-se a 13 de março de 1206 com a cessão dos terrenos, da igreja e dos direitos relativos a Angelica de parte dos canônicos.
Angelica ademais apresentou em 1210 uma lista dos danos económicos sofridos por causa da disputa com os canônicos de Santa Maria di Reno, que incluía a considerável soma de 1000 liras bolonhesas pelas ablações perdidas (o que dá uma ideia, ainda que seja provavelmente exagerada, da quantidade de oferendas que chegavam ao santuário).
Depois da morte de Angelica, adoecida ao redor de 1244,  o cardeal Ottaviano Ubaldini confiou a gestão da igreja a algumas freiras agostinhas provenientes da ermita de Ronzano, entre as quais estava sor Balena, sor Doa e sor Marina. A 28 de janeiro de 1258 estas obtiveram do papa Alejandro IV a isenção da ermita do controle do bispo de Bolonha. A controvérsia reiniciou-se brevemente em 1271, mas sem nenhum resultado concludente.

### A subordinação ao monastério de San Mattia
Em 1278, por desejo do cardeal Latino, as freiras agostinhas foram filiadas à ordem dominica. Em 1290 foi permitido às freiras edificar fora da Porta Saragozza (onde hoje se encontra a igreja de San Giuseppe) um novo monastério dedicado a San Matias, destruído em 1357 mas reconstruído dentro dos muros da cidade em 1376 (ainda em via Sant'Isaia 18). As duas comunidades de freiras eram governadas por uma vicaria ajudada por nove irmãs, que se rodavam a cada dois anos. Por causa da crescente prosperidade do monastério de san Matías, a 3 de março de 1438 o papa Eugenio IV ordenou que Santa Maria della Guardia lhe fosse subordinada.

### O "milagre da chuva" e a remodelagem do século XV
Após anos de decadência, por causa da instabilidade política bolonhesa e da sua posição afastada, o santuário conheceu um novo período de fortuna graças ao crescente peregrinação desenvolvido depois do "milagre da chuva", acedido a 5 de julho de 1433, quando uma procissão que levava o ícono à cidade deteve as chuvas primaverais que ameaçavam com danificar as colheitas.
As numerosas doações de parte de privados e da Compagnia di Santa Maria della Morte (à qual se tinha confiado o cuidado da imagem sacra durante a sua permanência na cidade) permitiram em 1481 renovar completamente o edifício, constituído por um espaço retangular, coberto por uma abóbada de cruzaria e dotado de uma capela de prata poligonal onde era custodiado o ícono. Sobre o lado meridional permanecia o monastério, onde se encontravam as freiras provenientes do monastério de San Matias, encarregadas da custódia do santuário.

### Ampliações posteriores
Entre 1603 e 1623 foi ampliada e decorada a capela maior, e entre 1609 e 1616 foi reconstruído o campanário.
Graças ao legado testamentário do cardeal legado pontifício Lazzaro Pallavicini, em 1609 foi começada uma nova construção, que levou a uma ampliação adicional da igreja, bem como à adição de quatro capelas laterais.
Desde 1708 os trabalhos foram dirigidos por Carlo Francesco Dotti e Donato Fasano, que realizaram uma nova e mais rica capela maior, enfeitada por um novo altar barroco em mármore polícromo, projectado por Giovanni Antonio Ferri e realizado pelo pedreiro Rangheri. As obras foram terminadas em 1713.

### O edifício actual

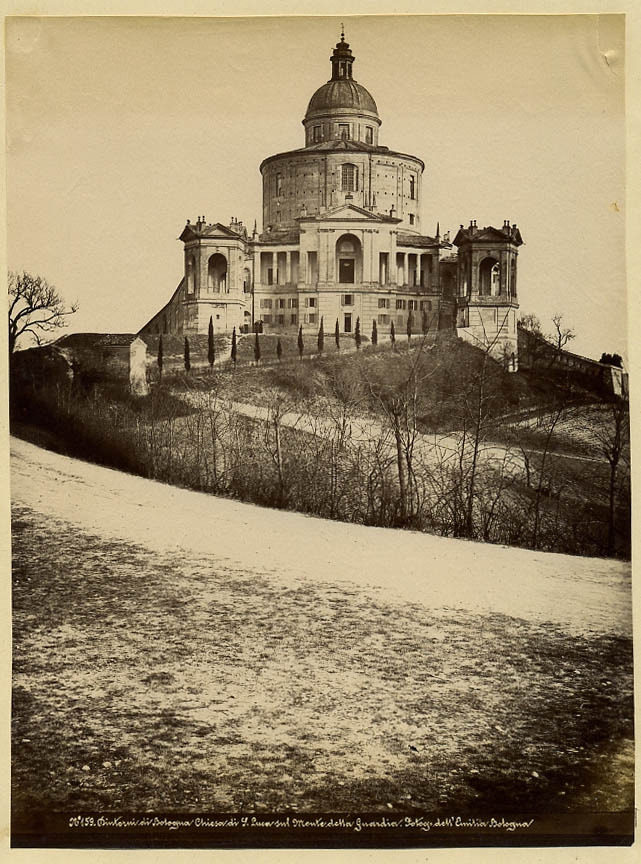
O santuário numa fotografia histórica de Pietro Poppi (1833-1914).

O edifício actual é o resultado de uma nova intervenção, mais radical, decidida em 1723 e ditada pelo contraste entre a nova capela maior e o resto da construção. Esta foi demolida e reconstruída baixo a guia do mesmo Carlo Francesco Dotti, seguindo a ideia do frade servita Andrea Sacchi, que incluía uma planta oval. Os trabalhos desenvolveram-se sem disturbar a chegada dos peregrinos: os muros do novo complexo, de facto, foram alçados ao redor do velho edifício, que foi abatido são com o fim das obras, em 1743. Procedeu-se finalmente a realizar a decoração interna, terminada em 1748 e no ano sucessivo foi completamente fraccionada a capela maior.
A 25 de março de 1765, depois de 42 anos de trabalhos, o cardeal arcebispo Vincenzo Malvezzi inaugurou o novo santuário.
A cúpula, a fachada e as tribunas externas laterais foram terminadas por Giovanni Giacomo Dotti em 1774, usando os desenhos deixados pelo pai.
As leis napoleónicas aboliram, a 11 de fevereiro de 1799, o monastério dominicano de San Mattia e as suas irmãs, as quais estavam encarregadas do santuário, e portanto tiveram que o abandonar. Foram sucedidas pelos dominicanos até 1824, quando foi subordinado directamente ao arcebispo pelo cardeal Carlo Opizzoni. É desde esse então que o santuário tem sido gerido por sacerdotes diocesanos dirigidos por um vicário arcobispal.
Em 1815 novas obras levaram ao revestimento em mármore da capela maior e à construção de novos altares em mármore, desenhados por Angelo Venturoli.
O santuário de San Luca foi declarado monumento nacional em 1874 e obteve o grau de basílica menor do papa Pio X em 1907.
Entre 1922 e 1950 realizou-se a decoração da cúpula. A praça frontal foi fraccionada entre 1930 e 1950 por desejo do cardeal Giovanni Battista Nasalli Rocca.
Entre 1930 e 1994 esteve activo no santuário um orfanato feminino, hospedado primeiro nas estadias baixo o santuário mesmo e posteriormente transferido a uma nova construção ao longo do pórtico, ainda chamada "das huerfanitas".
Desde 1931 a 1976 era possível chegar ao santuário mediante um teleférico panorâmico, hoje desmantelado.

## O santuário

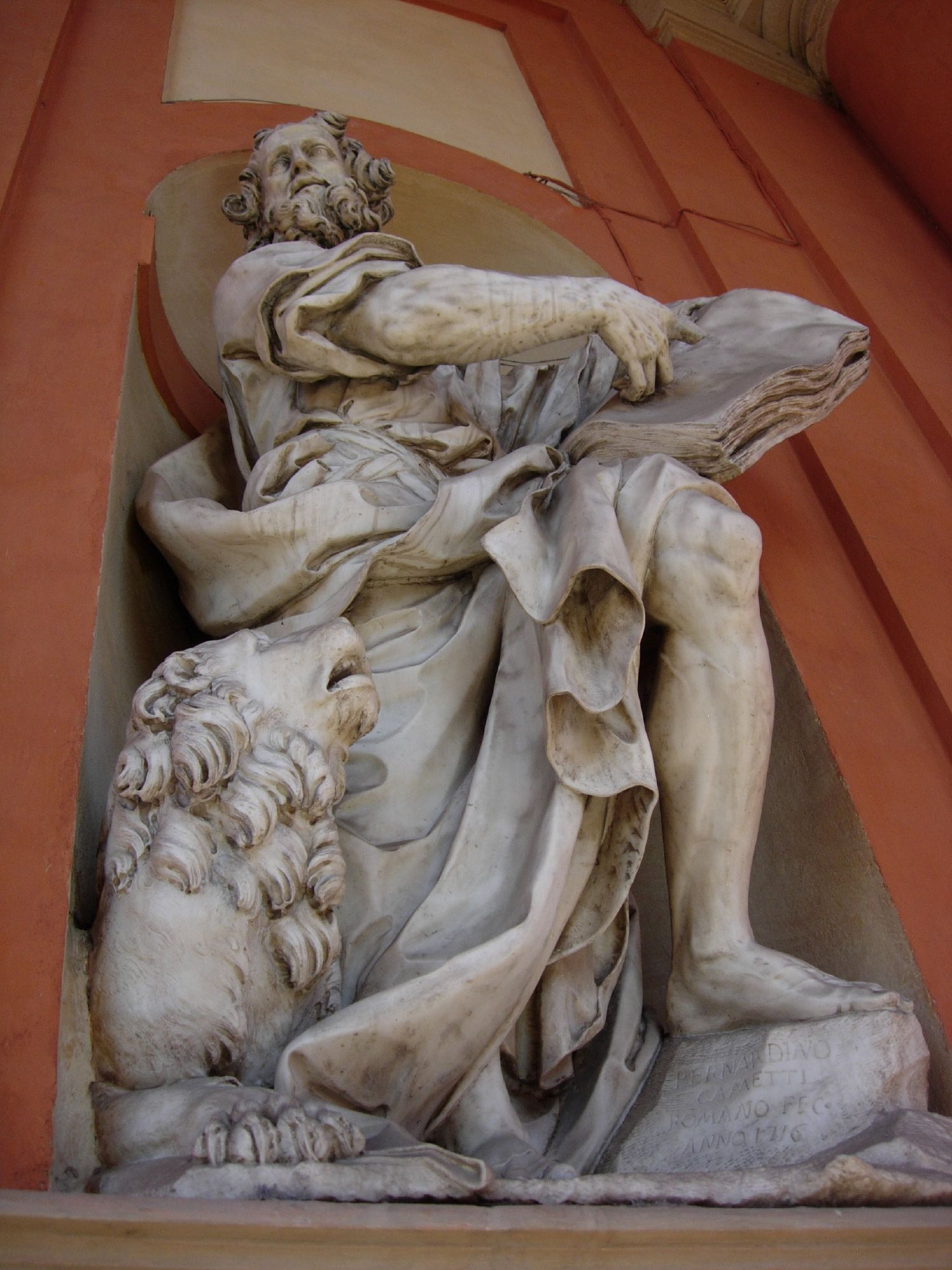
A estátua de San Marco di Cametti.

### O exterior
O estilo dominante é o barroco, presente às formas e volumes curvilíneos alternados em contínuas protuberâncias e vazios. O corpo do edifício está constituído, na maior parte, por um grandíssimo zimbório elíptico, descoberto e compacto, coberto por uma grande cúpula com lanterna.
A fachada, que não cobre completamente as formas de atrás, está constituída por uma estrutura que sobresai modelada de acordo às formas clássicas do pronao: uma série de pilastras gigantes de ordem jônica sustentam um frontão , baixo o qual se abre um arco central. Unido aos lados da fachada, o pórtico desenvolve-se com duas asas curvilíneas che fecham a praça frontal e que concluem em duas tribunas pentagonais em forma de edícula. O portal de rendimento é flanqueado pelas estátuas de san Lucas e de san Marcos de Bernardino Cametti, realizadas em 1716 e originalmente colocadas no presbitério.
O corpo do velho monastério dominicano e o campanário estão incorporados no lado meridional da construção.

### O interior

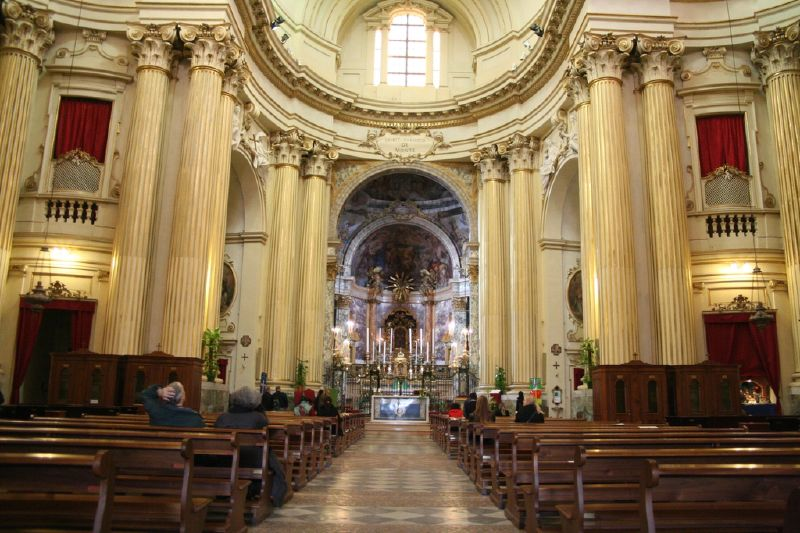
o interior do santuário

O interior é caracterizado por uma planta elíptica sobre a qual está insere uma cruz grega (formada pelo eixo central e pelas duas capelas maiores laterais) e apresenta um presbitério elevado, sobre cujo pináculo se encontra o ícono da Virgem com o Menino. Os arcos principais são sustentados por três colunas  coríntias gigantes a cada um.
Entre as obras que se localizadas no interior se encontram os retábulos de:
- Donato Creti (L'Incoronazione della Vergine, segunda capela à direita, e A Vergine e i Santi Patroni di Bologna, segunda capela à esquerda)
- Guido Reni (A Madonna do Rosário, terceira capela à direita),
- Guercino (uma versão do Cristo che appare alla Madre, sacristía maior)
- Domenico Pestrini (sacristía maior)

Os frescos são de Vittorio Maria Bigari (capel maior) e de Giuseppe Cassioli (cúpula). Os estucos são obra de Antonio Borrelli, Giovanni Calegari, com as estátuas de Angelo Gabriello Piò.

### O pórtico

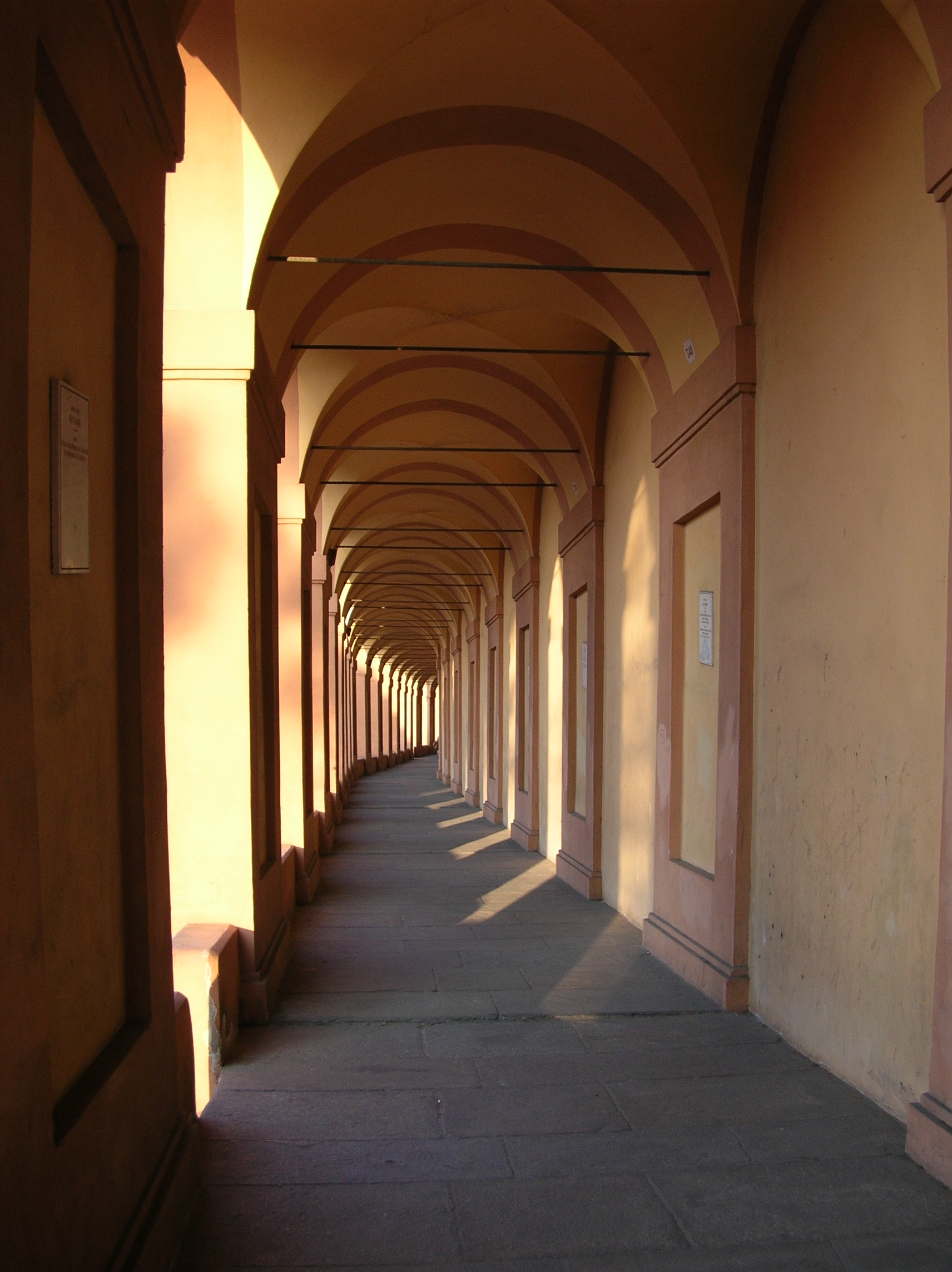
Um ângulo do pórtico de San Luca.

A rua que, subindo pela colina da Guardia, leva ao santuário, foi inicialmente empedrada em 1589 pelo governo da cidade. O costume dos peregrinos de pendurar imagens com os mistérios do Rosário nas árvores através do percurso levou no século XVII à vicária Olimpia Boccaferria construir 15 capelas.
Com o aumento de número de peregrinos, decidiu-se construir um larguíssimo pórtico, para proteger os peregrinos da chuva. Um primeiro e modesto projecto foi feito por Camillo Saccenti em 1655, mas a escassez de recursos económicos fizeram abandonar o projecto, retomado em 1673 por um grupo de particulares (entre os quais estava o capelão do Hospital para os peregrinos de San Biagio, dom lodovico Zenaroli, e o marquéz Girolamo albergati, membro de Santa Maria della Morte) que criaram um comité para a colecta dos fundos necessários para a construção. Na construção participaram cidadãos de todas as classes desde 1674 até 1793, baixo a direcção do arquitecto Gian Giacomo Monti e, a sua morte de mesmo Carlo Francesco Dotti, que projectou o Arco do Meloncello em 1721.
O pórtico consta de 666 arcos e 15 capelas: com os seus 3,796 km parece ser o pórtico mais longo do mundo. Segundo alguns observadores  não séria casual o facto que esteja composto exactamente por 666 arcos: o número diabólico (cfr Apocalipse, 13, 18) teria sido usado para indicar que o pórtico simboliza a "serpente", ou seja o Demónio, tanto pela sua forma como porque - terminando aos pés do santuário - recorda a tradicional iconografía do Diabo derestradado e aplastado pela Virgem baixo o seu talon (cfr. Génesis, 3, 15).

## O culto mariano, entre lenda e realidade

### O milagre do a chuva
Em 1433, durante o obispado do beato [Nicolò Albergati]], a primavera foi extremamente chuvosa, o que ameaçava com arruinar as colheitas.
Para evitar a possibilidade de uma carestia, o jurisconsulto Graziolo Accarisi (autor da já mencionada crónica sobre a lenda sobre a chegada sobre do ícono e Bolonha) promovdeu a descida do ícono da Virgem com o Menino para implorar adiante da imagem atribuída a São Lucas a bondade de deter as chuvas; isto era em imitação do que faziam os florentinos, que se dirigiam sempre ao Santuário di Santa Maria dell'Impruneta, imagem também atribuída a São Lucas. Quando o ícono entrou na cidade a 5 de julho, a chuva se deteve; fez-se então uma grande festa com uma procissão de três dias pela cidade, e depois acompanhou-se à imagem ao santuário. Por voto cidadão, desse então estas celebrações foram repetidas a cada ano.

### As celebrações
O transporte da imagem, durante as descidas anuais à cidade, foi confiado aos "Pais Jesuates de São Girolamo e São Eustaquio", ordem suprimida em 1699 por Clemente IX, enquanto a "Confraternita di Santa Maria della Morte" era responsável por ela durante a sua permanência na cidade. A partir de 1629 a Confraternita esteve também encarregada do transporte desde o monte, com precisas regras estabelecidas pelas freiras de San Mattia. A imagem, proveniente da colina da guardia descia à cidade para ser levada à ex igreja de San Mattia, onde as irmãs dominicanas a enfeitavam com flores e jóias. Desde aí situava-se na igreja de Santa Maria della Morte (onde hoje se encontra o palácio Galvani, sede do Museu Cívico Arqueológico), para logo ser transportada a diferentes igrejas da cidade, antes de chegar, alguns dias depois, à Basílica de San Petronio.
Em 1476 as celebrações de Nossa Senhora de São Luca foram mudadas ao domingo das letanías menores da Ascensão, menos em 1718 o cardeal Giacomo Boncompagni estabeleceu que deviam ser celebradas no sábado.
As leis napoleónicas suprimiram, em 1796, a companhia de Santa Maria della Morte e em 1799 o monastério de San Mattia: desse então o ícono tem sido levado a catedral de são Pedro.
Ainda hoje as celebreações começam com a descida da imagem no sábado que precede no quinto domingo após Pascoa. O ícono é levado a Bolonha através do pórtíco de São Luca por uma procissão de fiéis e, passando pelas ruas do centro, chega à catedral acompanhado pelo dobrar dos sinos localizados nos campanários proximos ao cortejo. Na quarta-feira anterior à Ascensão, a imagem é portada em procissão à basílica de São Petronio, desde cuja explanada dá-se desde 1588 uma solene bênção à cidade.
Depois de permanecer por uma semana, a venerada é acompanhada da a volta no dia da Ascensão.
Em só duas ocasiões não tem sido possível celebrar a descida da Virgem: em 1849, durante a ocupação austríaca das colinas e em 1944, durante a Segunda Guerra Mundial.

### O ícono

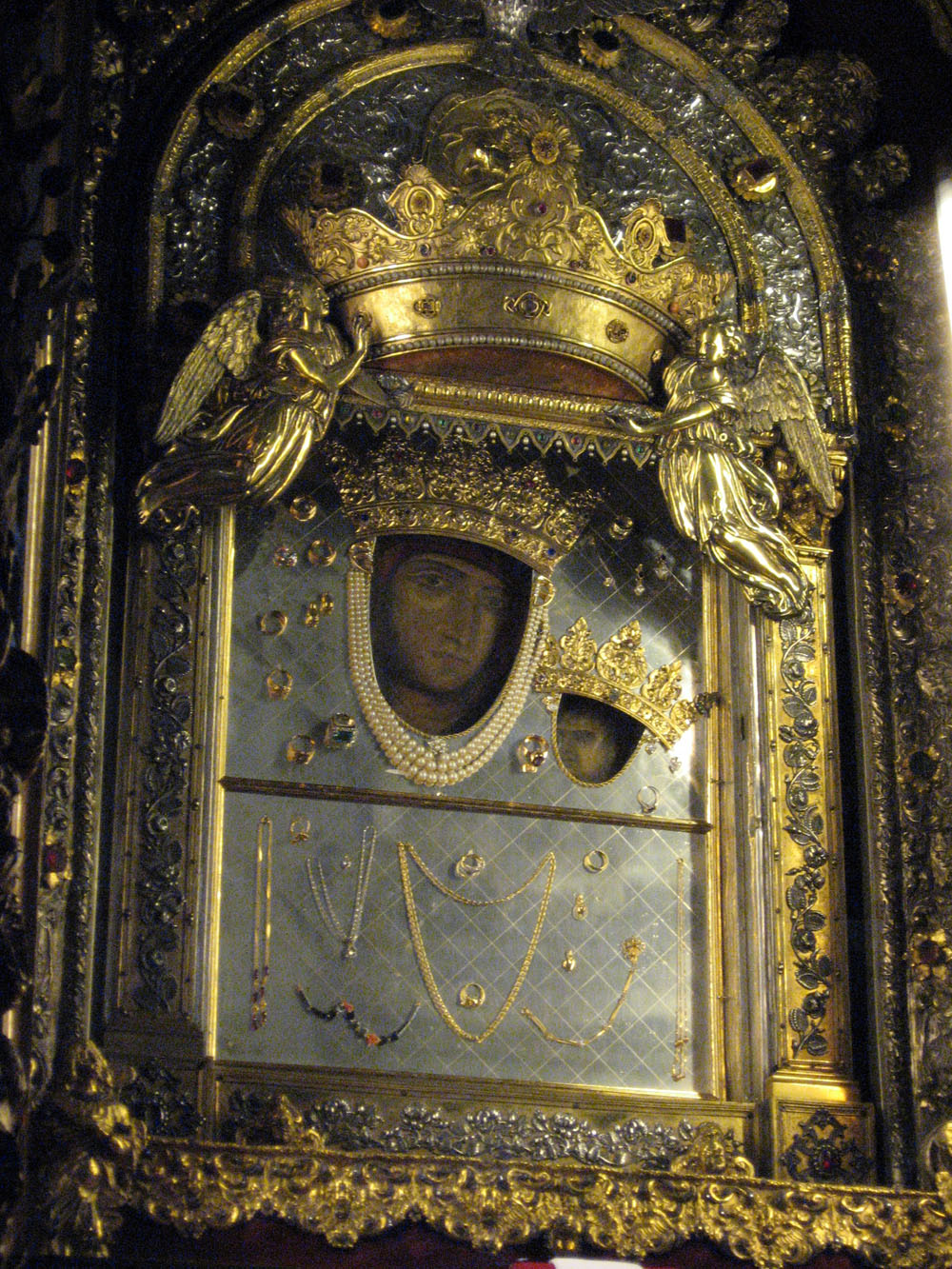
Ícono da Nossa Senhora de São Luca.

Centro da devoção popular, o ícono representam uma Virgen com o Menino segundo a clássica iconografía oriental de tipo 'hodegetria, que quer dizer "Aquela que mostra o caminho", considerada a "Virgem dos viajantes".
A versão actualmente visível do ícono, provavelmente datável entre o fim do século XII e inícios do século XIII, parece atribuível a uma mão ocidental, mas seguramente pertencente a um ambiente cultural bizantinizante, como o é grande parte da cultura figurativa do período.
O ícono mede 65x57 cm e tem uma espessura de ao redor de 2 cm. Está realizado em têmpera e folha de prata aplicada sobre uma tabela central de álamo, à qual estão acrescentadas duas tabelas superiores de olmo e castanheiro.
Segundo a consolidada iconografía, a Virgem, representada a médio busto, tem em seus a Jesus que abençoa.
A virgem leva posto um vestido de colo azul-verde, baixo o qual se assoma umas dobras vermelhas. As facções são alongadas, os dedos da mão pontiagudos. O Menino, com a cabeça pequena com respeito a corpo, tem ao braço direito em atitude de bênção, enquanto a mão esquerda faz um punho.
A túnica do Menino é da mesma cor das dobras da Virgem. No fundo notam-se filas de pequenas folhas de hedera, inseridas umas nas outras e intercaladas por pequenas pérolas. Duas bandas laterais de ao redor de 4 cm decoradas com motivos florais rodeiam a tabela, enquanto a parte superior parece cortada.
De acordo a estudos, alguns deles  radiográficos, se notou a existência de outra pintura, mais antiga, baixo a imagem hoje visível. O estilo, neste caso, é bizantina e apresenta numerosas afinidades com a cópias sobrevivientes da Virgem em Santa Sofia em Estambul datadas provavelmente entre o século X e o século XI. A suposta origem oriental da primeira pintura, também, é apoiado pelo uso de indígo para as vestiduras da Virgem em uso em Ásia Menor, mas não na Itália.
Na imagem original, a Virgem apresenta um tabique nasal mais delgado e as narinas pequenas e respingadas; a boca tem lábios carnosos, enquanto o olho parece maior e alongado. O Menino, em mudança, resulta menos proporcionado, mais sólido e arrendondado; o gesto enfático da bênção parece fazer ao modo grego, a diferença da imagem actual, onde é latino.
Em 1603 a Virgem foi coroada pelo arcebispo Alfonso Paleotti. Desde 1625 a pintura está recoberta por uma lâmina de prata que deixa descobertos só os rostos, obra de Jan Jacobs de Bruxelas. Em 1857 receberam uma preciosa diadema do papa Pio IX.

## Desportos

### Ciclismo
A rua que corre paralela ao pórtico de São Luca, na parte em subida, tem sido com frequência percorrida em carreiras ciclistas. Em particular, nos últimos anos constitui o obstáculo final do Giro d'Emilia, que a percorre quatro vezes. Em 1956 em mudança desenvolveu-se uma subida contrarrelógio do Giro d'Italia vencida por Charly Gaul, em 1984 uma etapa do Giro d'Italia vencida por Moreno Argentin, em 2009 o Giro d'Italia do centenário passou por São Luca em ocasião da 14ª etapa, vencida por Simon Gerrans.
A subida começa no "Meloncello" (55 msnm): de aqui ao santuário são uns 2 km, com uma pendente média de 10,8% e máxima de 18%. A parte mais inclinada a metade da subida, pouco depois do ponto no qual o caminho passa debaixo a columnata (a curva conhecida como "da huerfanitas" dado que está frente o ex orfanato feminino). A cota no ponto de chegada é de 270 msnm, enquanto o desnível é de 215 m.

### Fundismo
Desde 1977 corre-se uma corridas de meio-fundo e fundo internacional na estrada "Casaglia-San Luca" que, subindo o colle della Guardia por via di Casaglia, chega ao santuário e volta a baixar a colina flanqueando o pórtico histórico. A concorrência, disputada de noite, cobre um recorrido de 9,2 km, com um desnível máximo que em subida de 376 msn-m e de descida de 385.
Pode-se subir ao santuário também pela rua que ascende pelo lado oposto do monte (via Casaglia).  Este lado é mais longo, mas decididamente mais fácil.

## Galeria de imagens

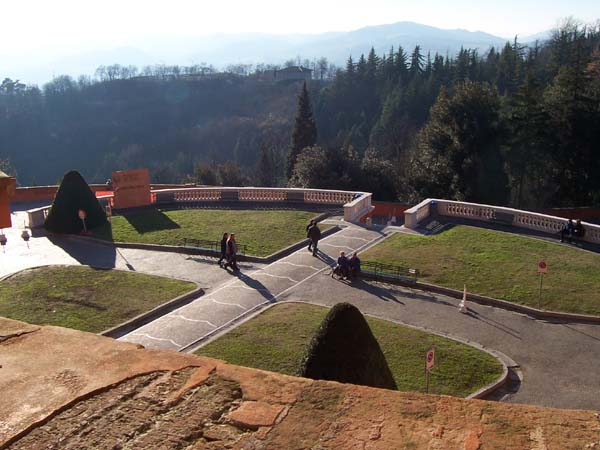
A praça do santuário e ao fundo da colina da Guardia
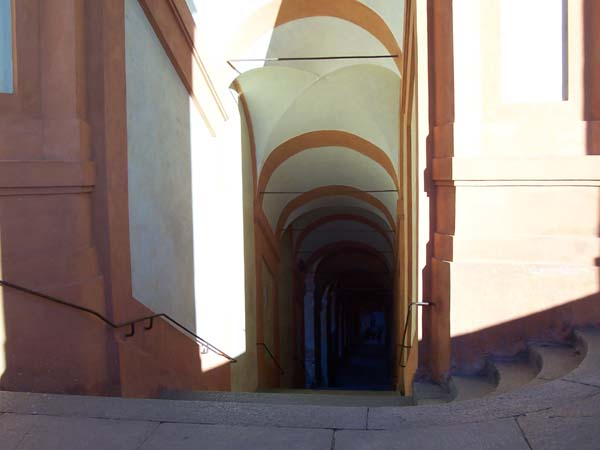
Um ângulo do pórtico de São Luca
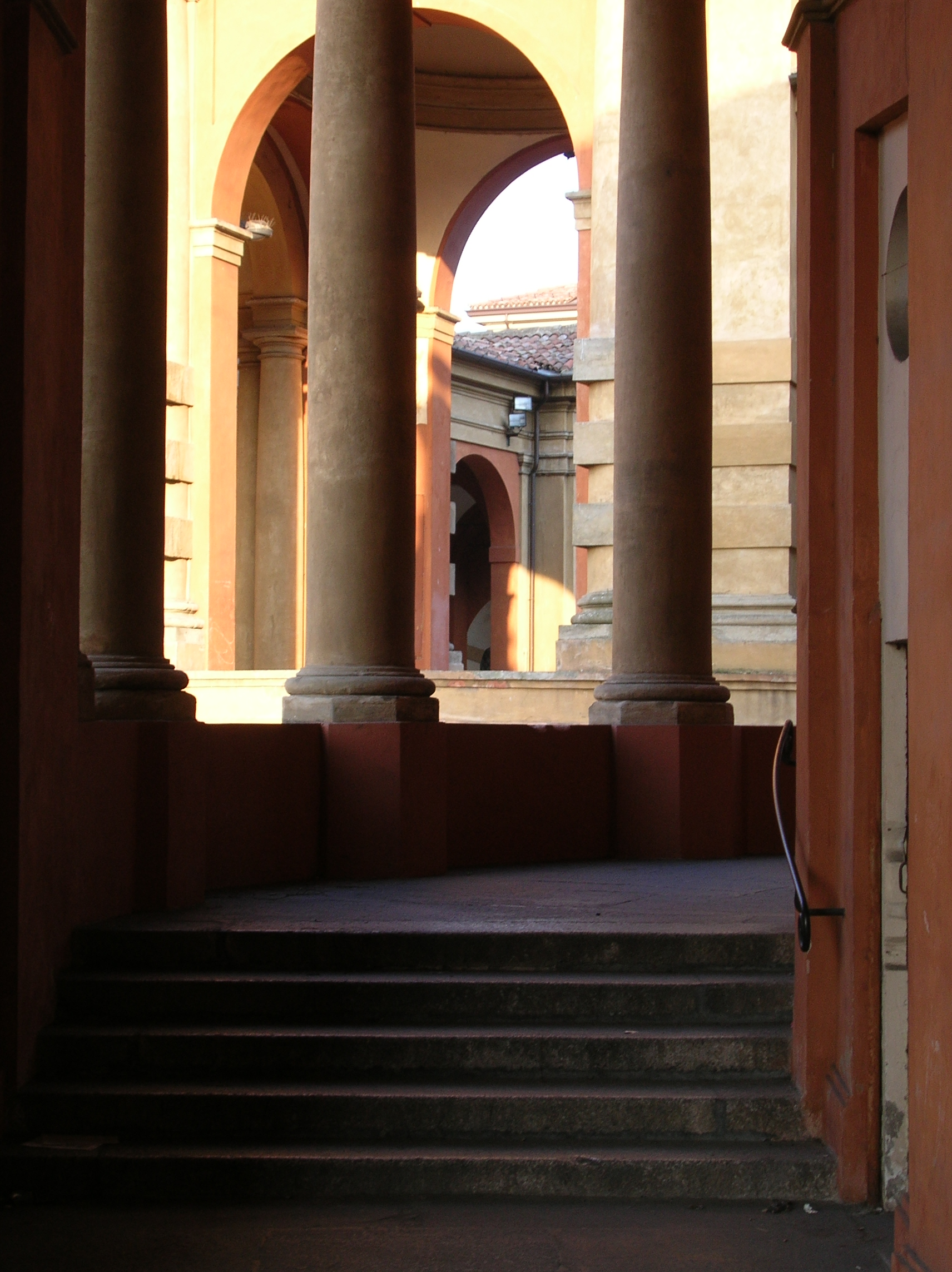
Pórtico de San Luca, arco do Meloncello
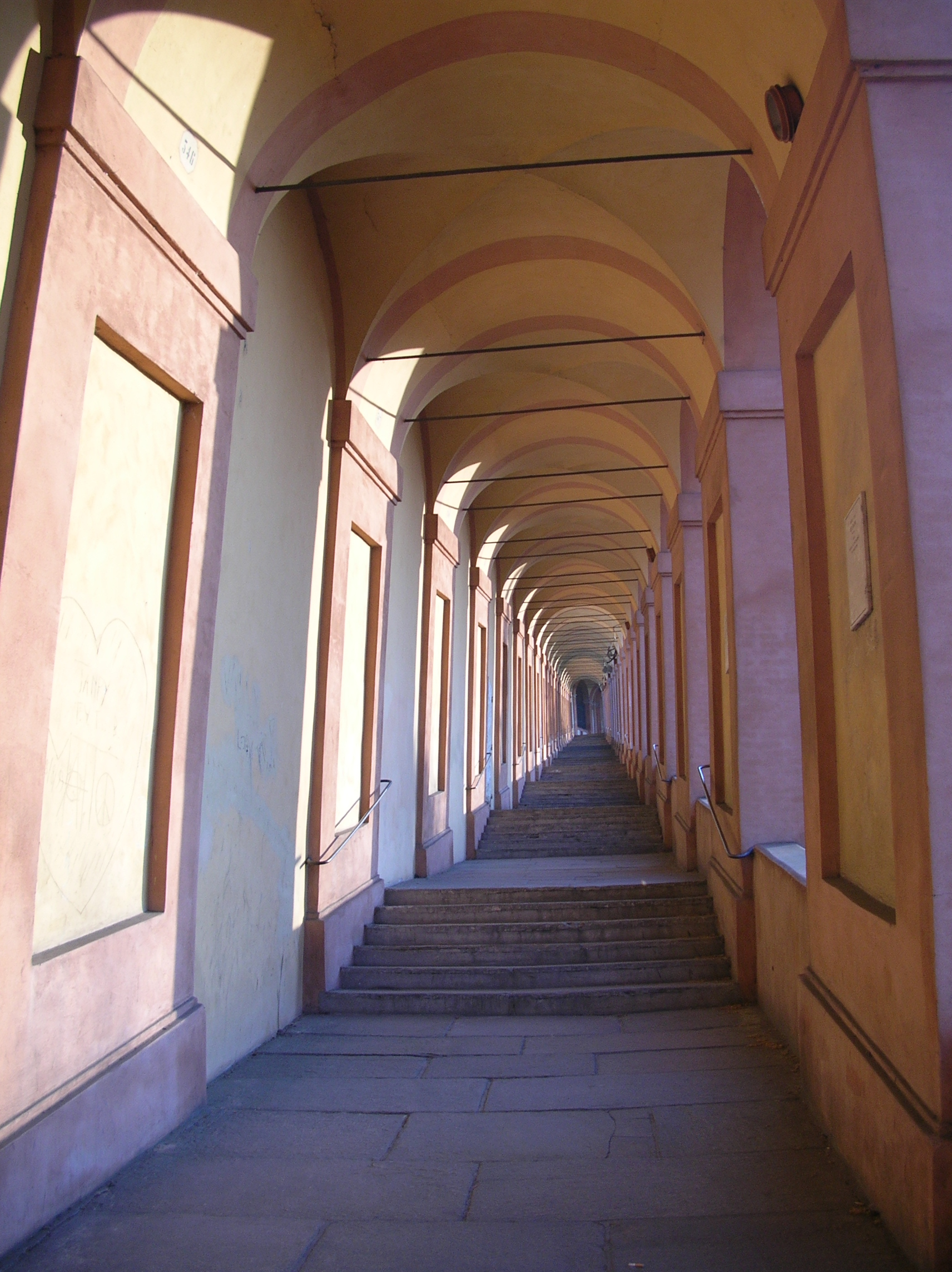
Pórtico de San Luca
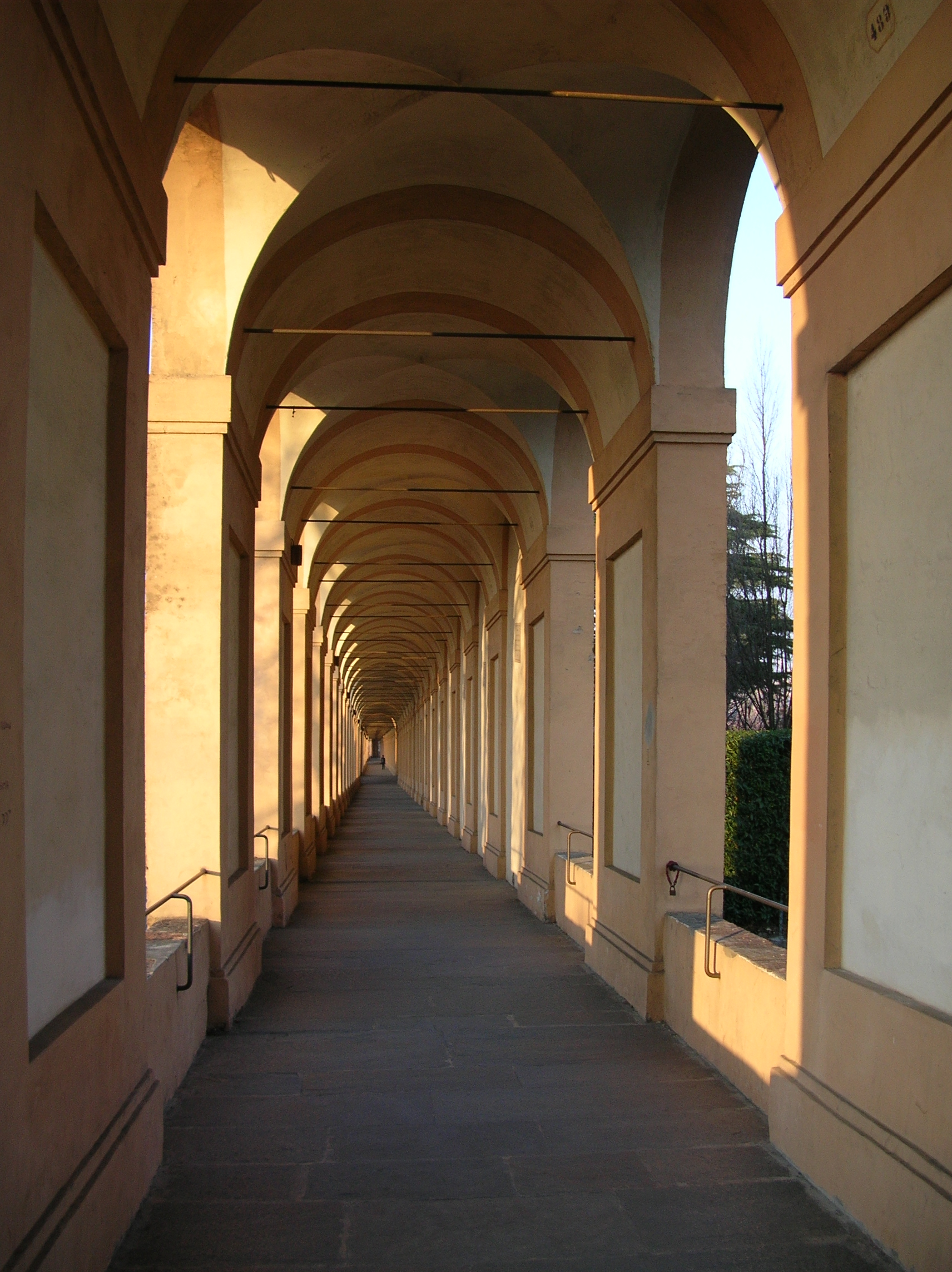
Pórtico de San Luca
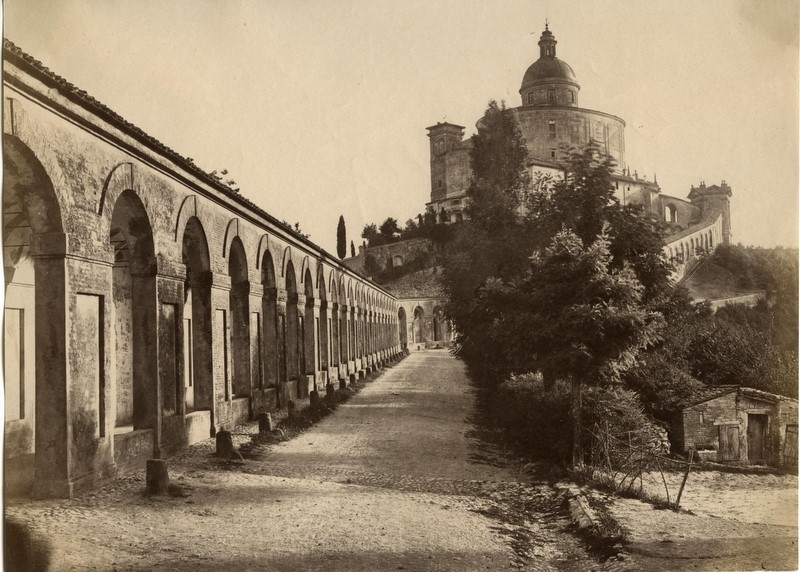
Pórtico e santuário de São Luca (foto antigua)
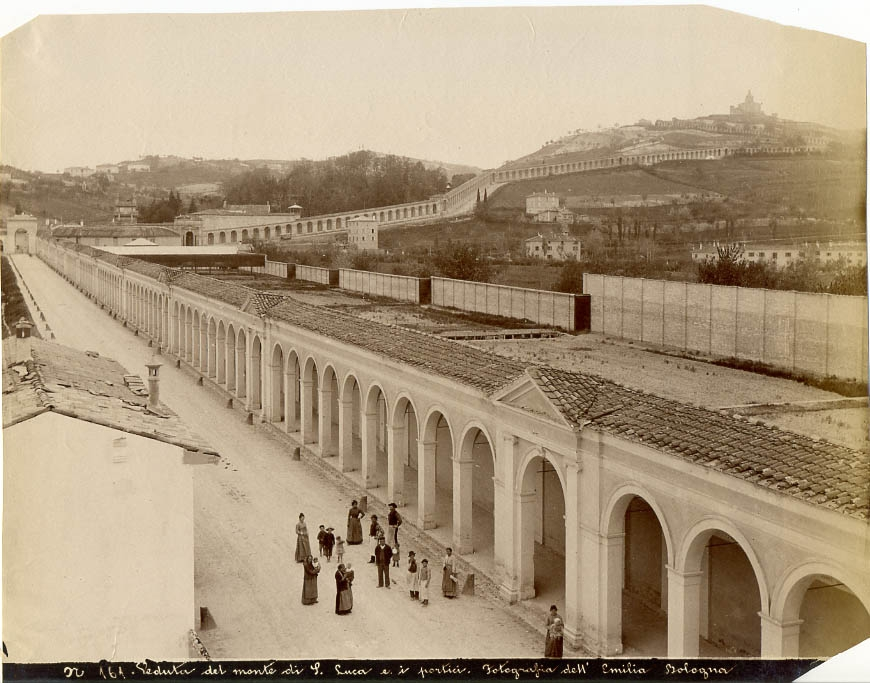
El pórtico desde el Arco guidi, cerca de moderno Stadio Dall'Ara (foto antigua)
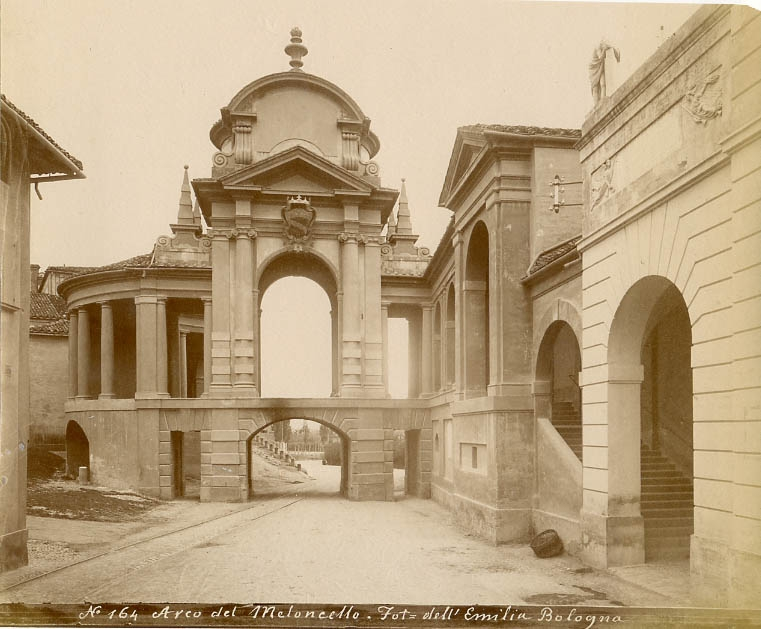
Arco do Meloncello (foto antigua)